# Pêro Escobar
Pêro Escobar, noto anche come Pedro Escobar (XV secolo – XV secolo), è stato un navigatore ed esploratore portoghese del XV secolo, noto per aver scoperto São Tomé (21 dicembre 1471), Annobón (1º gennaio 1472) e Santo Antonio (poi ribattezzata Príncipe) (17 gennaio 1472) (gruppo insulare Pedro Escobar, corrispondente alla parte meridionale delle Sporadi di Guinea (Guinea) insieme a João de Santarém.

## Biografia
Nel 1471, operando al servizio del mercante di Lisbona Fernão Gomes, titolare di una concessione per l'esplorazione e il commercio nel Golfo di Guinea, Pedro Escobar ebbe un ruolo importante nella scoperta dell'oro che avrebbe sviluppato un'importante attività nella parte costiera del Ghana, allora denominato appunto Costa d’Oro, intorno alla fortezza di Sao Jorge de Mina, costruito dai Portoghesi nel 1472, nei pressi dell'attuale Elmina.
È ricordato anche per avere navigato con Diogo Cão nel suo primo viaggio nel 1482, e come pilota della famosa caravella Bérrio, capitanata da Nicolau Coelho, in occasione della prima spedizione di Vasco da Gama nel 1497 per tracciare la rotta diretta dall'Europa all'India. Fu il primo, assieme a Celho, a tornare a Lisbona nel 1499 con la notizia dell'avvenuta espansione portoghese. 
Fu insieme a Pedro Álvares Cabral nella spedizione che portò alla scoperta del Brasile nel 1500.